# Abbaye de Wallenstein
L'abbaye de Wallenstein est un monastère de femmes protestantes, d'abord à Homberg (Efze), puis à partir de 1830 à Fulda.

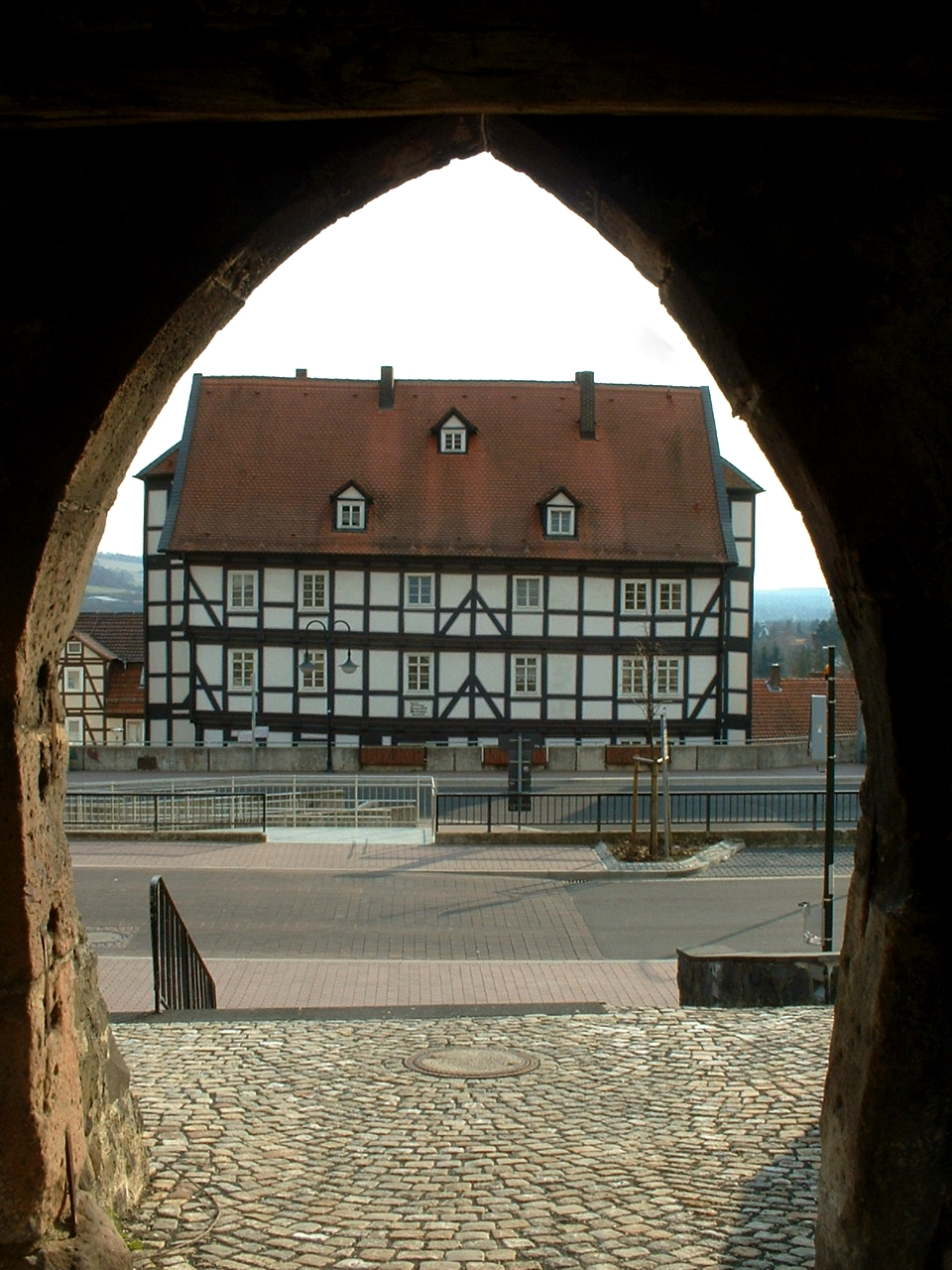
Ancien bâtiment du monastère à Homberg jusqu'en 1830

## Histoire
La comtesse Maria Amalia von Schlitz genannt von Görtz, née von Wallenstein (de) (née le 3 août 1691 à Homberg (Efze) et morte le 31 décembre 1762 à Francfort-sur-le-Main) était la dernière des Wallenstein de Hesse, basée à l'origine au château de Wallenstein (de) à Knüll (de). En 1759, elle fonde l'abbaye de Wallenstein à Homberg comme institution de bien-être pour les comtesses et les femmes nobles des « deux confessions » (luthériennes et réformées), et l'empereur François Ier confirma cette fondation en 1763. Le monastère fut fermé à la suite du soulèvement de Dörnberg de 1809 contre le régime napoléonien, au cours duquel l'abbesse Charlotte von Gilsa (de) et la doyenne Marianne vom und zum Stein, une sœur du réformateur prussien Heinrich Friedrich Karl vom und zum Stein, ont soutenu les insurgés. Il n'est rouvert qu'en 1814 après la restitution de l'électorat de Hesse et déplacé à Fulda en 1830 car le bâtiment disponible à Homberg est devenu trop petit.

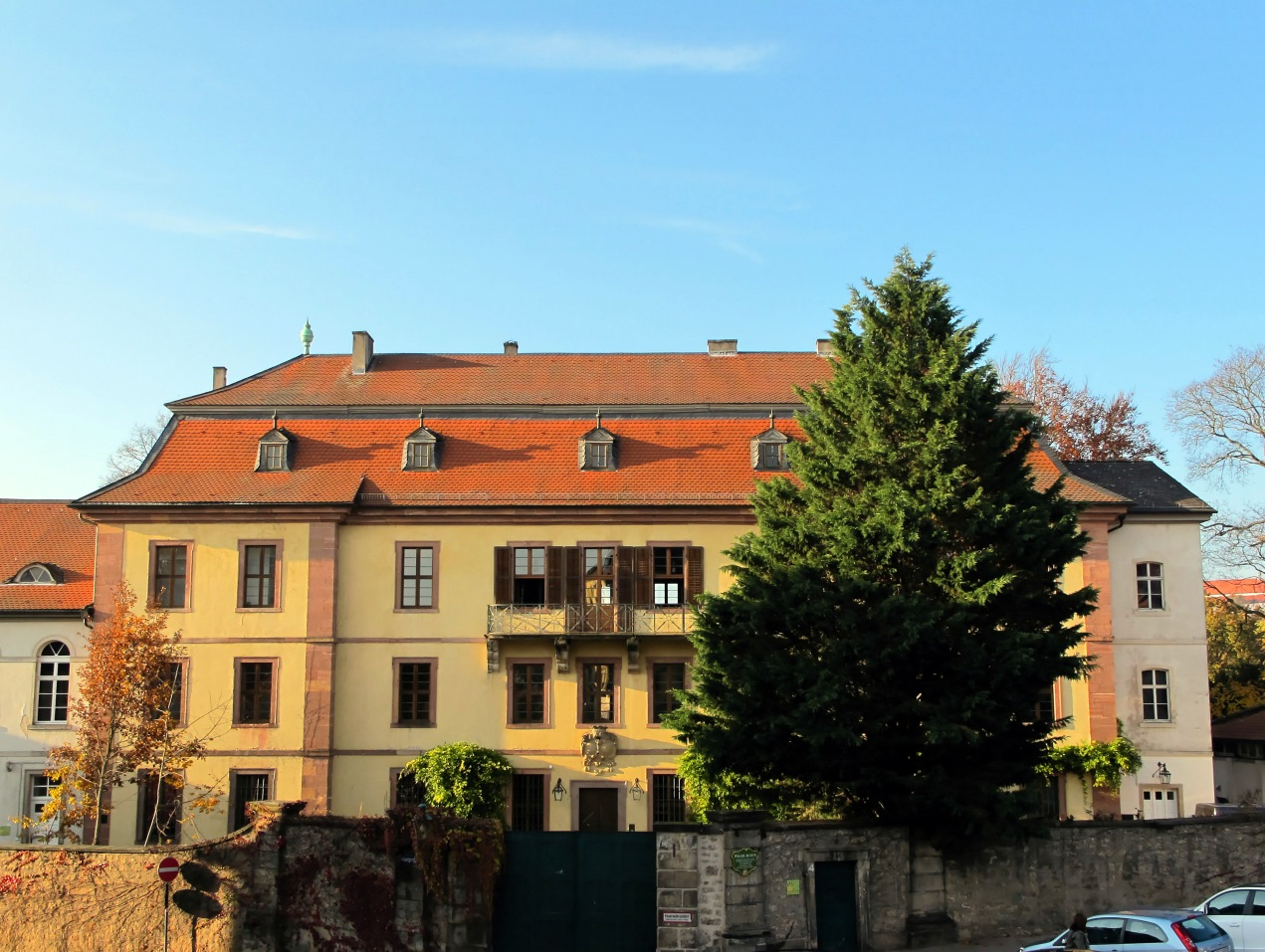
Palais Buseck : Bâtiment abbatial à Fulda de 1830 à 2018

En 1832, le monastère de Fulda acquiert le Palais Buseck, construit en 1732 par le maître d'œuvre Andrea Gallasini dans le quartier baroque entre la cathédrale et le château. Le dernier prince abbé de Fulda, Adalbert von Harstall (de), déposé par la sécularisation, vécut dans ce palais de 1803 jusqu'à sa mort en 1814.
Au XIXe siècle, l'abbaye de Wallenstein est le centre de la paroisse protestante fondée en 1803 par le souverain de courte durée Guillaume-Frédéric d'Orange. Comme la congrégation ne dispose pas de locaux propres jusqu'à la construction de l'église du Christ (1896), les chanoinesses les mettent à disposition. En 1887, à l'initiative des chanoinesses, une « garderie pour petits enfants » est créée dans leurs locaux, ancêtre de l'actuelle école maternelle protestante de l'Église du Christ. De même, un poste de diaconesses est construit dans ses locaux en 1897. Jusqu’à ce que la paroisse protestante reçoive sa propre salle paroissiale en 1910 (aujourd’hui le centre protestant « Maison d'Orange »), la chorale de l’église peut également se produire dans les locaux du monastère. Pendant des décennies, les femmes protestantes s'y sont réunies dans le cadre de la Fédération allemande de prière missionnaire des femmes (DFMGB) sous la direction de l'abbesse Thekla von Holleben (née le 22 juin 1876 à Königsee/Thuringe et morte le 4 février 1959 à Fulda).
En 1992, l'abbaye de Wallenstein, autrefois indépendante, fusionne avec la chevalerie de l'ancienne Hesse (de). La dernière abbesse, Wilhelmine von Sandersleben (de), qui vit à Fulda dans la maison de retraite et de soins évangélique Emmaüs depuis 2005, y est décédée le 15 avril 2010 à l'âge de 90 ans. année de vie et est enterré le 23 avril 2010 au cimetière abbatiale am Frauenberg. Le 1er janvier 2019, le bâtiment du monastère baroque Palais Buseck sur la Bonifatiusplatz, y compris la Hauptwache adjacente, devient la propriété de la ville de Fulda. La dernière chanoinesse, Marie-Luise comtesse d'Eulenburg, née le 7 avril 1934 à Insterbourg, chanoinesse depuis 1985, est la dernière à quitter le monastère en 2006 ; Elle décède le 19 août 2021 à Fulda.